# Albán, Nariño
Albán là một khu tự quản thuộc tỉnh Nariño, Colombia. Thủ phủ của khu tự quản Albán đóng tại San José de Albán. Khu tự quản Albán có diện tích 104 ki lô mét vuông. Đến thời điểm ngày 28 tháng 5 năm 2005, khu tự quản Albán có dân số 14946 người.